# Puchar Anglii w piłce nożnej (1875/1876)
Puchar Anglii w piłce nożnej 1875–1876 – piąta edycja najstarszych w historii rozgrywek piłkarskich. W turnieju wzięły udział 32 drużyny, rozegrano 26 spotkań (7 z zaplanowanych się nie odbyło). Najlepsza okazała się po raz trzeci drużyna Wanderers F.C., która w finale pokonała Old Etonians.

## Terminarz
| runda        | data          | liczba meczów | zespoły → awans | bramki                |
| ------------ | ------------- | ------------- | --------------- | --------------------- |
| I runda      | 23.10 - 20.11 | 12            | 32 → 16         | 45 (3,75 bramki/mecz) |
| II runda     | 11.12 - 18.12 | 6             | 16 → 8          | 46 (7,67 bramki/mecz) |
| Ćwierćfinały | 29.01 - 31.01 | 4             | 8 → 4           | 11 (2,75 bramki/mecz) |
| Półfinały    | 19.02 - 26.02 | 2             | 4 → 2           | 4 (2,00 bramki/mecz)  |
| Finał        | 11.03 - 18.03 | 2             | 2 → 1           | 5 (2,50 bramki/mecz)  |

## Wyniki

### I runda
| data                 | gospodarz             | wynik    | gość                 | uwagi                                        |
| -------------------- | --------------------- | -------- | -------------------- | -------------------------------------------- |
| 23 października 1875 | Maidenhead            | 2 : 0    | Ramblers             |                                              |
| 23 października 1875 | Upton Park            | 1 : 0    | Southall             |                                              |
| 23 października 1875 | Wanderers F.C.        | 5 : 0    | 1st Surrey Rifles    |                                              |
| 30 października 1875 | Barnes                | 0 : 1    | Reigate Priory       |                                              |
| 3 listopada 1875     | Swifts                | 2 : 0    | Great Marlow         |                                              |
| 6 listopada 1875     | 105th Regiment        | 0 : 0    | Crystal Palace       | mecz powórzono                               |
| 6 listopada 1875     | Hertfordshire Rangers | 4 : 0    | Rochester            |                                              |
| 6 listopada 1875     | Oxford University     | 6 : 0    | Forest School        |                                              |
| 6 listopada 1875     | Panthers              | 1 : 0    | Woodford Wells       |                                              |
| 9 listopada 1875     | Old Etonians          | 4 : 1    | Pilgrims             |                                              |
| 10 listopada 1875    | Royal Engineers       | 15 : 0   | High Wycombe         |                                              |
| 20 listopada 1875    | Crystal Palace        | 3 : 0    | 105th Regiment       | na stadionie Kennington Oval, mecz dodatkowy |
|                      | Cambridge University  | walkower | Civil Service        |                                              |
|                      | Clapham Rovers        | walkower | Hitchin              |                                              |
|                      | Leyton                | walkower | Harrow Chequers      |                                              |
|                      | Sheffield             | walkower | Shropshire Wanderers |                                              |
|                      | South Norwood         | walkower | Clydesdale           |                                              |

### II runda
| data            | gospodarz             | wynik    | gość                 | uwagi |
| --------------- | --------------------- | -------- | -------------------- | ----- |
| 11 grudnia 1875 | Old Etonians          | 8 : 0    | Maidenhead           |       |
| 11 grudnia 1875 | Reigate Priory        | 0 : 8    | Cambridge University |       |
| 11 grudnia 1875 | Swifts                | 5 : 0    | South Norwood        |       |
| 11 grudnia 1875 | Wanderers F.C.        | 3 : 0    | Crystal Palace       |       |
| 18 grudnia 1875 | Clapham Rovers        | 12 : 0   | Leyton               |       |
| 18 grudnia 1875 | Hertfordshire Rangers | 2 : 8    | Oxford University    |       |
|                 | Royal Engineers       | walkower | Panthers             |       |
|                 | Sheffield             | walkower | Upton Park           |       |

### Ćwierćfinały
| data             | gospodarz            | wynik | gość              | uwagi |
| ---------------- | -------------------- | ----- | ----------------- | ----- |
| 29 stycznia 1876 | Old Etonians         | 1 : 0 | Clapham Rovers    |       |
| 29 stycznia 1876 | Royal Engineers      | 1 : 3 | Swifts            |       |
| 29 stycznia 1876 | Wanderers F.C.       | 2 : 0 | Sheffield         |       |
| 31 stycznia 1876 | Cambridge University | 0 : 4 | Oxford University |       |

### Półfinały
| data           | gospodarz      | wynik | gość             | uwagi                        |
| -------------- | -------------- | ----- | ---------------- | ---------------------------- |
| 19 lutego 1876 | Old Etonians   | 1 : 0 | Oxford Universiy | na stadionie Kennington Oval |
| 26 lutego 1876 | Wanderers F.C. | 2 : 1 | Swifts           | na stadionie Kennington Oval |

### Finały
| data          | gospodarz      | wynik | gość           | uwagi                                         |
| ------------- | -------------- | ----- | -------------- | --------------------------------------------- |
| 11 marca 1876 | Old Etonians   | 1 : 1 | Wanderers F.C. | na stadionie Kennington Oval, mecz powtórzono |
| 18 marca 1876 | Wanderers F.C. | 3 : 0 | Old Etonians   | na stadionie Kennington Oval, mecz dodatkowy  |